# Sonia Waddell
Sonia Waddell, z domu Scown (ur. 19 lutego 1973) – nowozelandzka wioślarka oraz kolarka.

## Życiorys
Sonia Waddell jest córką Alistaira Scowna, dawnego zawodnika z zespołu Ali Black oraz siostrą zawodnika rugby union Haydena Scowna. Sonia wzięła ślub z nowozelandzkim wioślarzem Robem Waddelem.
W 1990 roku podczas Mistrzostw Świata Juniorów w lekkoatletyce reprezentowała Nową Zelandię w biegu na 400 metrów przez płotki.
W 2000 i 2004 roku wystąpiła na Letnich Igrzyskach Olimpijskich, zajmując szóste i piąte miejsce. W 2001 roku zdobyła srebrny medal podczas Mistrzostw Świata w wioślarstwie w czwórce podwójnej kobiet.
W 2011 roku została zwyciężczynią podczas New Zealand Cycling Time Trial Championship w Nowej Zelandii.
W 2011 roku podczas UCI Para-cycling Track World Championships zdobyła dwa medale: 1 złoty i 1 brązowy jako pilot wraz z koleżanką z drużyny Jayne Parsons.